# William Babington Maxwell
William Babington Maxwell, född den 4 juni 1866, död 4 augusti 1938, var en engelsk författare, son till Mary Elizabeth Braddon.
Maxwell deltog i första världskriget, där han befordrades till kapten. Av hans populära berättelser kan nämnas Vivien (1905), The guarded flame (1906), Mrs Thompson (1911), The mirror and the lamp (1918), A man and his lesson (1919), A little more (1921) och Spinster of this parish (1922).